# Herrarnas lagmångkamp i gymnastik vid olympiska sommarspelen 1984
Herrarnas lagmångkamp i gymnastik vid olympiska sommarspelen 1984 avgjordes den 29-31 juli i Los Angeles.

## Medaljörer
| Gren                  | Guld                                                                                      | Silver                                                          | Brons                                                                                              |
| Herrarnas lagmångkamp | USA Bart Conner Timothy Daggett Mitchell Gaylord James Hartung Scott Johnson Peter Vidmar | Kina Li Ning Li Xiaoping Li Yuejiu Lou Yun Tong Fei Xu Zhiqiang | Japan Koji Gushiken Noritoshi Hirata Nobuyuki Kajitani Shinji Morisue Koji Sotomura Kyoji Yamawaki |

## Resultat
| Placering | Lag            | Totalt  |
| --------- | -------------- | ------- |
|           | USA            | 591,400 |
|           | Kina           | 590,800 |
|           | Japan          | 586,700 |
| 4         | Västtyskland   | 582,100 |
| 5         | Schweiz        | 579,950 |
| 6         | Frankrike      | 578,250 |
| 7         | Kanada         | 577,150 |
| 8         | Sydkorea       | 574,950 |
| 9         | Storbritannien | 571,000 |